# Haczów
Haczów [ˈxat͡ʂuf] (tiếng Ukraina: Гачів, Hachiv) là một ngôi làng thuộc hạt Brzozów, Subcarpathian Voivodeship, ở phía đông nam Ba Lan. Đó là chỗ ngồi của gmina (khu hành chính) được gọi là Gmina Haczów. Nó nằm khoảng 10 kilômét (6 mi) về phía tây của Brzozów và 42 km (26 mi) phía nam thủ đô khu vực Rzeszów. Ngôi làng có dân số 3.370.
Theo bộ phận hành chính trong những năm 1975-1998, Haczów nằm ở Krosno Voivodeship.
Ngôi làng là địa điểm của nhà thờ Giả định của Mary và St. Michael's Archangel, được xây dựng vào cuối thế kỷ 14. Năm 1624, nó đã bị hư hại nặng nề bởi các cuộc tấn công của Tatar.
Trang web này là một trong sáu với Giáo hội bằng gỗ của miền Nam nhỏ Ba Lan, trên UNESCO danh sách Di sản thế giới từ năm 2003. Bên trong một bức tranh tường tượng hình có giá trị từ năm 1494 có thể được nhìn thấy. Nhà thờ gần đây đã được cải tạo. Người ta tin rằng nhà thờ Haczów là nhà thờ bằng gỗ lớn nhất ở châu Âu.

## Từ nguyên
Nguồn gốc tên của ngôi làng xuất phát từ sự kết hợp của tên Hans và Hoff, khi được dịch có nghĩa là "Trang trại của John". Điều này có lẽ đề cập đến người sáng lập/nhà đầu tư của làng. Trong các tài liệu có từ năm 1388, ngôi làng được gọi là Haczów. Điều này thay đổi vào năm 1400 thành Hoczew, và cuối cùng trở lại Haczów vào năm 1425.

### Họ của người dân
Trong các cuộc điều tra của giáo xứ từ 1432 Dòng1440, có rất nhiều tên tiếng Đức ở Haczów: Benner (nay là Bonar), Dressler (Netherlar), Weiss (Weys, Weisz), Niken (Nikiel), Scholz (Szulc), Gerlach Gierloch), Glockenbrecht, Hansel, Sauhaar, Zöckler, Grob, Niebel, Keller (Kyellar, nay là Kielar / Kielur), Springler (Szprynglar), Krauss (Krausz), Meierth, Haechs,, Rozembark, nay là Rozenbajgier), Rautenkranz, Schindler (nay là Szyndlar), Struner, Polnar (Pojnar), Kassner, Regel, Heckerth (Ekiert), Matthorn, Rothbart, Szmyd, Sche, bây giờ là Rysz), Schwarz, Tasz, Schmidt, Büttner (nay là Butnar / Bytnar).
Nguồn gốc của dân số khiến Haczów nhiều tranh cãi và thảo luận. Các nhà hoạt động chính trị liên kết với các nhà dân chủ quốc gia cùng với các nhà nghiên cứu khác đã chỉ ra những thay đổi văn hóa liên quan đến việc thuộc địa hóa sớm. Hiện tại, cư dân có tên gốc Đức chiếm 70% dân số, trong khi những cư dân còn lại có tên gốc Ba Lan hoặc tiếng Ukraina - Lemko.

## Địa lý
Ngôi làng nằm ở phía tây Brzozów và phía đông Krosno. Ngôi làng được mở rộng dọc theo sông Wisłok cho 7 km (4,35 mi) và toàn bộ ngôi làng có diện tích khoảng 25 km (15,53 mi)..

## Điểm quan tâm

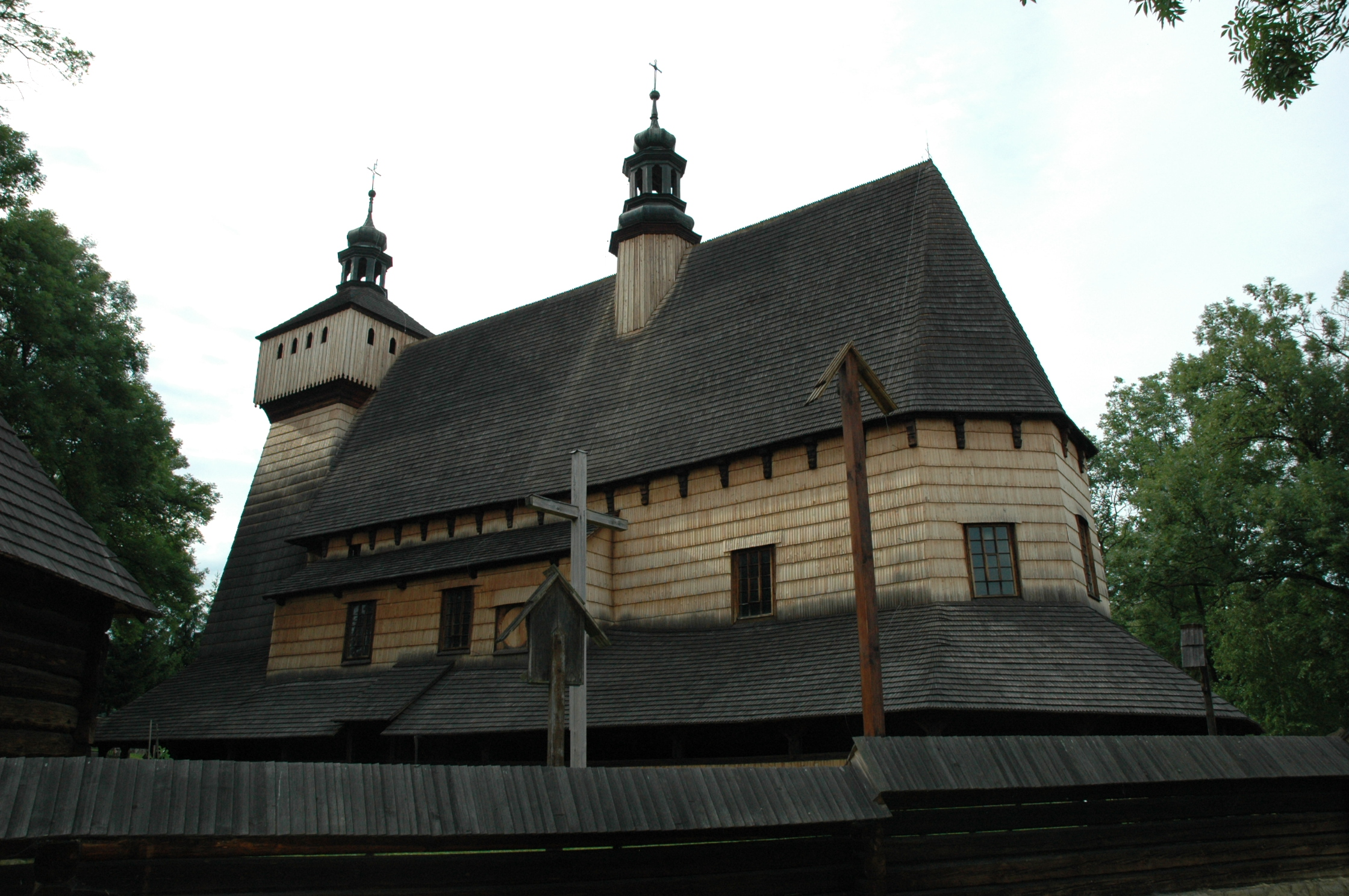
Nhà thờ giả định Holy Mary ở Haczów - Trang web của UNESCO

- Giáo hội Đức Mẹ Lên Trời của Đức Trinh Nữ Maria - Một nhà thờ gỗ Gothic được xây dựng vào cuối thế kỷ thứ 14. Nội thất nhà thờ được trang trí với một đa sắc có từ năm 1494, được phát hiện vào năm 1956 trong các công trình trùng tu. Vào thế kỷ 17, một tòa tháp Baroque đã được thêm vào cấu trúc nhà thờ hiện có. Đây là nhà thờ bằng gỗ lớn nhất ở châu Âu và cũng là nhà thờ bằng gỗ lâu đời nhất ở Ba Lan. Năm 1948, các dịch vụ đã được chuyển đến một nhà thờ mới được xây dựng ngay trước Thế chiến II. Năm 2003, nhà thờ cùng với nhà thờ ở Blizne và nhiều nhà thờ lịch sử bằng gỗ khác của Little Ba Lan đã được đưa vào danh sách di sản thế giới của UNESCO.
- Khu nhà cũ
- Nhà nguyện từ năm 1820
- Tượng đài dành riêng cho mùa thu 1914-1920 và 1939-1945
- Những ngôi mộ của Urbańskis, những người sở hữu lâu năm của Haczów

|  |  |  |